# Star Wars: Episode I – Die dunkle Bedrohung

Logo der Star-Wars-Reihe

Star Wars: Episode I – Die dunkle Bedrohung (Originaltitel Star Wars: Episode I – The Phantom Menace) ist ein US-amerikanischer Science-Fiction-Film aus dem Jahr 1999 und der erste Teil der Prequel-Trilogie, welche die Vorgeschichte der Star-Wars-Filme (1977–1983) erzählt. Die weiteren Filme sind Star Wars: Episode II – Angriff der Klonkrieger (2002) und Star Wars: Episode III – Die Rache der Sith (2005). Der Film startete am 19. August 1999 in den deutschen Kinos. Im Jahr 2012 erschien er in 3D konvertiert erneut weltweit in den Kinos.

## Handlung
Der abgeschiedene Planet Naboo wird von zwei Spezies bevölkert, den menschlichen Naboo und den amphibischen Gungans. Letztere meiden jeglichen Kontakt zu anderen Spezies, insbesondere den Naboo, weil sie der Ansicht sind, dass letztere sich für die überlegenere Spezies halten. Der Planet wird von der Handelsföderation, einem galaxisweiten Großunternehmen, blockiert. Die Föderation protestiert damit gegen erhöhte Handelszölle. Insgeheim steht die Führung der Handelsföderation in einem Bündnis mit einem gewissen Darth Sidious, der auf galaktischer Regierungsebene im Verborgenen seine schützende Hand über diese Rechtsbrüche zu halten scheint. Daraufhin entsendet Finis Valorum, der Kanzler des Galaktischen Senats, den Jedi-Meister Qui-Gon Jinn und dessen Padawan-Schüler Obi-Wan Kenobi, um in dem Konflikt zu vermitteln. Von Sidious aufgefordert, besetzt die Handelsföderation den Planeten mit ihrer Droidenarmee und versucht, auf ihrem Kontrollschiff die beiden Jedi umzubringen. Diese können zusammen mit Padmé Amidala, der Königin der Naboo, und einigen anderen in Richtung Coruscant fliehen, dem Sitz des Senats der Republik. Dabei wird ihr Hyperraumantrieb durch Sperrfeuer der Handelsföderation beschädigt, so dass sie zur Reparatur eine Zwischenlandung auf dem abgelegenen Wüstenplaneten Tatooine einlegen müssen.
Tatooine ist kein Planet der Galaktischen Republik, darum haben deren Gesetze dort keine Rechtskraft. Sklaverei ist deshalb erlaubt und normale Praxis. Zwar findet Qui-Gon bei Schrotthändler Watto passende Ersatzteile, doch seine republikanischen Zahlungsmittel (Galaktische Credits) sind auf Tatooine wertlos.
Als die Fliehenden während eines plötzlichen Sandsturms bei zwei Sklaven Wattos, dem neunjährigen und technisch sehr geschickten Anakin Skywalker und seiner Mutter Unterschlupf finden, schlägt Anakin dem Jedi vor, in einem bevorstehenden Podrennen die benötigten Ersatzteile für ihn zu gewinnen. Ein Podrennen ist ein Wettkampf mit bis zu 900 km/h schnellen Kapseln, die von zwei (oder mehr) Antriebseinheiten gezogen werden. Qui-Gon, der die außergewöhnliche Begabung Anakins spürt, geht auf den Vorschlag ein. Offiziell wettet er mit Anakins Besitzer Watto um die benötigten Ersatzteile, in einer geheimen Absprache zusätzlich noch um die Freiheit des Jungen. Anakin Skywalker gewinnt das Rennen und erfährt von Qui-Gon erstaunt, dass er frei ist.
Qui-Gon bittet ihn, mit ihm zu kommen, um sich einer Jedi-Ausbildung zu unterziehen. Beim Abflug nach Coruscant wird Qui-Gon von einem dunklen Krieger namens Darth Maul, entsandt von seinem Lehrer Darth Sidious, angegriffen und entkommt nur knapp.
Auf dem Zentralplaneten beginnt Amidala, die benötigte politische Unterstützung für ihren Planeten zu sammeln. Als dies an der Uneinigkeit des Senats zu scheitern droht, folgt sie dem Ratschlag Palpatines, des Senators von Naboo, den Kanzler abwählen zu lassen und einen durchsetzungsfähigeren einsetzen zu lassen. Auch Palpatine wird dabei als neuer Kanzler nominiert. Während ihres Aufenthalts auf Coruscant erfährt Amidala außerdem durch einen mitgereisten Gungan mit dem Namen Jar Jar Binks von der großen Streitmacht der Gungans. Daraufhin beschließt sie, nach Naboo zurückzukehren, da der Senat kurzfristig keine Lösung finden kann. Währenddessen stellt Qui-Gon Anakin dem Rat der Jedi vor. Dieser erkennt zwar Anakins außerordentliche Begabung, widerspricht aber der Ausbildung, weil er zu alt sei und schon zu viele negative Gefühle in sich trage. Dafür erhält Qui-Gon den Auftrag, die Königin der Naboo weiter zu beschützen und mehr über den dunklen Krieger herauszufinden. Die angereiste Gruppe bricht nach Naboo auf.
Dort gibt sich Amidala, bislang getarnt als Dienerin ihres Königinnen-Doubles, dem Anführer der Gungans namens Boss Nass zu erkennen. Nachdem ihre gesamte Delegation vor ihm auf die Knie fällt, kommt dieser zu der Erkenntnis, dass die Naboo sich offenbar doch nicht für überlegen halten. Er willigt ein, Amidala zu helfen, da die Droidenarmee die Gungans aus ihrer Hauptstadt vertrieben hat. Der Plan der Königin ist einfach: Während die Gungans einen Ablenkungsangriff außerhalb von Theed, der Hauptstadt von Naboo, unternehmen, will sie zusammen mit einigen Kämpfern in den Palast eindringen und den dort regierenden Vizekönig der Handelsföderation, Nute Gunray, gefangen nehmen.
Als die Widerstandskämpfer in der Hauptstadt ankommen, treffen sie den dunklen Krieger von Tatooine wieder. Die Jedi trennen sich von den anderen, um es mit ihm aufzunehmen. Amidala und ihr Trupp dringen in den Palast ein, wo sie gestellt werden. Durch ein Ablenkungsmanöver des Doubles von Amidala gelingt es ihnen schließlich doch, den Vizekönig gefangen zu nehmen. Unterdessen versteckt sich Anakin in einem Raumjäger-Cockpit und löst aus Versehen den Autopiloten aus, der ihn in den Weltraum zum Kontrollschiff der Handelsföderation trägt, welches gerade erfolglos von anderen Raumjägern der Naboo angegriffen wird. Durch Zufall und großes Glück gelingt es ihm, dieses zu zerstören und damit die Droidenarmee zu deaktivieren. Beim gleichzeitig stattfindenden Kampf der beiden Jedi mit dem dunklen Krieger wird Qui-Gon von Darth Maul getötet. Nach dessen Tod stellt sich Obi-Wan dem dunklen Krieger. Trotz seiner Unterlegenheit schafft er es, sich gegen Darth Maul durchzusetzen und zweiteilt ihn. Obi-Wan verspricht dem sterbenden Qui-Gon, dessen Wunsch zu erfüllen und Anakin Skywalker zum Jedi-Ritter auszubilden.
Es stellt sich heraus, dass der dunkle Krieger ein Sith, ein Mitglied eines Gegenordens der Jedi war, von dem man glaubte, dass er seit 1000 Jahren ausgestorben sei. Da die Sith immer zu zweit agieren, fragen sich Yoda und Mace Windu, ob der Meister oder der Schüler getötet wurde. Wegen seines Mutes im Kampf gegen den Sith erhält Obi-Wan den Rang des Jedi-Ritters und die Erlaubnis, Anakin Skywalker zu einem Jedi auszubilden. Außerdem wurde Palpatine zum neuen Kanzler der Republik gewählt. Mit einer ausgelassenen Parade feiern die Naboo und die Gungans ihre neugewonnene Freundschaft und den Sieg über die Föderation.

## Einordnung in dasStar-Wars-Universum

### Chronologie
Die dunkle Bedrohung bildet den Auftakt der Prequel-Trilogie und spielt etwa 32 Jahre vor den Ereignissen von Krieg der Sterne (1977). Zahlreiche Figuren aus den Episoden IV bis VI treten erneut auf, teilweise mit derselben Besetzung wie schon in der klassischen Trilogie (1977–1983).
Zeitleiste der Filme und Serien im Star-Wars-Universum
| Die dunkle Bedrohung |                                   |                   |                                    |                   |                                   |                   |                         | I             |                                |               |                          |               |                          |                          |                          |                          |                          |                          |                          |                         |                         |                         |                         |                         |                         |                         |                         |                   |                   |                   |                         |                         |                         |                         |
| Angriff der Klonkrieger |                                   |                   |                                    |                   |                                   |                   |                         |               |                                | II            |                          |               |                          |                          |                          |                          |                          |                          |                          |                         |                         |                         |                         |                         |                         |                         |                         |                   |                   |                   |                         |                         |                         |                         |
| Die Rache der Sith |                                   |                   |                                    |                   |                                   |                   |                         |               |                                |               |                          | III           |                          |                          |                          |                          |                          |                          |                          |                         |                         |                         |                         |                         |                         |                         |                         |                   |                   |                   |                         |                         |                         |                         |
| Krieg der Sterne |                                   |                   |                                    |                   |                                   |                   |                         |               |                                |               |                          |               |                          |                          |                          |                          |                          |                          |                          |                         |                         | IV                      | IV                      |                         |                         |                         |                         |                   |                   |                   |                         |                         |                         |                         |
| Das Imperium schlägt zurück |                                   |                   |                                    |                   |                                   |                   |                         |               |                                |               |                          |               |                          |                          |                          |                          |                          |                          |                          |                         |                         |                         |                         |                         | V                       |                         |                         |                   |                   |                   |                         |                         |                         |                         |
| Die Rückkehr der Jedi-Ritter |                                   |                   |                                    |                   |                                   |                   |                         |               |                                |               |                          |               |                          |                          |                          |                          |                          |                          |                          |                         |                         |                         |                         |                         |                         | VI                      |                         |                   |                   |                   |                         |                         |                         |                         |
| Das Erwachen der Macht |                                   |                   |                                    |                   |                                   |                   |                         |               |                                |               |                          |               |                          |                          |                          |                          |                          |                          |                          |                         |                         |                         |                         |                         |                         |                         |                         |                   |                   |                   |                         | VII                     |                         |                         |
| Die letzten Jedi |                                   |                   |                                    |                   |                                   |                   |                         |               |                                |               |                          |               |                          |                          |                          |                          |                          |                          |                          |                         |                         |                         |                         |                         |                         |                         |                         |                   |                   |                   |                         |                         | VIII                    |                         |
| Der Aufstieg Skywalkers |                                   |                   |                                    |                   |                                   |                   |                         |               |                                |               |                          |               |                          |                          |                          |                          |                          |                          |                          |                         |                         |                         |                         |                         |                         |                         |                         |                   |                   |                   |                         |                         |                         | IX                      |
| Rogue One |                                   |                   |                                    |                   |                                   |                   |                         |               |                                |               |                          |               |                          |                          | a)                       |                          |                          |                          |                          |                         | R1                      |                         |                         |                         |                         |                         |                         |                   |                   |                   |                         |                         |                         |                         |
| Solo |                                   |                   |                                    |                   |                                   |                   |                         |               |                                |               |                          |               |                          |                          | a)                       |                          | S                        |                          |                          |                         |                         |                         |                         |                         |                         |                         |                         |                   |                   |                   |                         |                         |                         |                         |
| Die Abenteuer der jungen Jedi | YJA                               |                   |                                    |                   |                                   |                   |                         |               |                                |               |                          |               |                          |                          |                          |                          |                          |                          |                          |                         |                         |                         |                         |                         |                         |                         |                         |                   |                   |                   |                         |                         |                         |                         |
| The Clone Wars (+ Kinofilm) |                                   |                   |                                    |                   |                                   |                   |                         |               |                                | TCW           | TCW                      | TCW           |                          |                          |                          |                          |                          |                          |                          |                         |                         |                         |                         |                         |                         |                         |                         |                   |                   |                   |                         |                         |                         |                         |
| The Bad Batch |                                   |                   |                                    |                   |                                   |                   |                         |               |                                |               |                          | TBB           | TBB                      |                          |                          |                          |                          |                          |                          |                         |                         |                         |                         |                         |                         |                         |                         |                   |                   |                   |                         |                         |                         |                         |
| Rebels |                                   |                   |                                    |                   |                                   |                   |                         |               |                                |               |                          |               |                          |                          |                          |                          |                          |                          |                          | Rebels                  | Rebels                  |                         |                         |                         |                         |                         | b)                      |                   |                   |                   |                         |                         |                         |                         |
| Resistance |                                   |                   |                                    |                   |                                   |                   |                         |               |                                |               |                          |               |                          |                          |                          |                          |                          |                          |                          |                         |                         |                         |                         |                         |                         |                         |                         |                   |                   |                   | Resistance              | Resistance              | Resistance              | Resistance              |
| The Acolyte |                                   |                   | c)                                 |                   | TA                                |                   |                         |               |                                |               |                          |               |                          |                          |                          |                          |                          |                          |                          |                         |                         |                         |                         |                         |                         |                         |                         |                   |                   |                   |                         |                         |                         |                         |
| Obi-Wan-Kenobi |                                   |                   |                                    |                   |                                   |                   |                         |               |                                |               |                          |               |                          |                          |                          |                          |                          | K                        |                          |                         |                         |                         |                         |                         |                         |                         |                         |                   |                   |                   |                         |                         |                         |                         |
| Andor |                                   |                   |                                    |                   |                                   |                   |                         |               |                                |               |                          |               |                          |                          |                          |                          |                          |                          |                          | Andor                   | Andor                   |                         |                         |                         |                         |                         |                         |                   |                   |                   |                         |                         |                         |                         |
| The Mandalorian |                                   |                   |                                    |                   |                                   |                   |                         |               |                                |               |                          |               |                          |                          |                          |                          |                          |                          |                          |                         |                         |                         |                         |                         |                         |                         |                         |                   | M                 |                   |                         |                         |                         |                         |
| Das Buch von Boba Fett |                                   |                   |                                    |                   |                                   |                   |                         |               |                                |               |                          |               |                          |                          |                          |                          |                          |                          |                          |                         |                         |                         |                         |                         |                         | c)                      | c)                      |                   | BF                |                   |                         |                         |                         |                         |
| Ahsoka |                                   |                   |                                    |                   |                                   |                   |                         |               |                                |               |                          |               |                          |                          |                          |                          |                          |                          |                          |                         |                         |                         |                         |                         |                         |                         |                         |                   | A                 |                   |                         |                         |                         |                         |
| Skeleton Crew |                                   |                   |                                    |                   |                                   |                   |                         |               |                                |               |                          |               |                          |                          |                          |                          |                          |                          |                          |                         |                         |                         |                         |                         |                         |                         |                         |                   | SC                |                   |                         |                         |                         |                         |
| Ära | Die Hohe Republik                 | Die Hohe Republik | Die Hohe Republik                  | Die Hohe Republik | Die Hohe Republik                 | Die Hohe Republik | Fall der Jedi           | Fall der Jedi | Fall der Jedi                  | Fall der Jedi | Fall der Jedi            | Fall der Jedi | Herrschaft des Imperiums | Herrschaft des Imperiums | Herrschaft des Imperiums | Herrschaft des Imperiums | Herrschaft des Imperiums | Herrschaft des Imperiums | Herrschaft des Imperiums | Zeitalter der Rebellion | Zeitalter der Rebellion | Zeitalter der Rebellion | Zeitalter der Rebellion | Zeitalter der Rebellion | Zeitalter der Rebellion | Zeitalter der Rebellion | Zeitalter der Rebellion | Die Neue Republik | Die Neue Republik | Die Neue Republik | Aufstieg der 1. Ordnung | Aufstieg der 1. Ordnung | Aufstieg der 1. Ordnung | Aufstieg der 1. Ordnung |
| \| \| Prequel-Trilogie (Episoden I–III) \| \| Original-Trilogie (Episoden IV–VI) \| \| Sequel-Trilogie (Episoden VII–IX) \| \| A-Star-Wars-Story-Filme \| \| (kanonische) Animations-Serien \| \| (kanonische) Real-Serien \| |                                   |                   |                                    |                   |                                   |                   |                         |               |                                |               |                          |               |                          |                          |                          |                          |                          |                          |                          |                         |                         |                         |                         |                         |                         |                         |                         |                   |                   |                   |                         |                         |                         |                         |
| Die Folgen der Serien Die Mächte des Schicksals und Geschichten der Jedi spielen jeweils zu unterschiedlichen Zeitpunkten, sodass eine Auflistung in der Tabelle nicht sinnvoll möglich ist. Ebenfalls nicht aufgelistet sind Miniserien, Kurzgeschichten, Comics, Bücher und andere Begleitwerke des offiziellen Star-Wars-Kanons sowie der Themenpark Star Wars: Galaxy’s Edge (zwischen VIII und IX). Zur schematischen Einordnung der Handlungen wird die fiktive Zeitrechnung des Star-Wars-Universums verwendet. Diese unterscheidet zwischen den Jahren vor der Schlacht von Yavin (VSY) und nach der Schlacht von Yavin (NSY). Die Schlacht von Yavin IV bildet das Ende von Krieg der Sterne (1977), bei dem Luke Skywalker und die Rebellenallianz den ersten Todesstern zerstören. |                                   |                   |                                    |                   |                                   |                   |                         |               |                                |               |                          |               |                          |                          |                          |                          |                          |                          |                          |                         |                         |                         |                         |                         |                         |                         |                         |                   |                   |                   |                         |                         |                         |                         |
| a) Prolog, b) Epilog, c) Rückblenden |                                   |                   |                                    |                   |                                   |                   |                         |               |                                |               |                          |               |                          |                          |                          |                          |                          |                          |                          |                         |                         |                         |                         |                         |                         |                         |                         |                   |                   |                   |                         |                         |                         |                         |
| | Prequel-Trilogie (Episoden I–III) |                   | Original-Trilogie (Episoden IV–VI) |                   | Sequel-Trilogie (Episoden VII–IX) |                   | A-Star-Wars-Story-Filme |               | (kanonische) Animations-Serien |               | (kanonische) Real-Serien |               |                          |                          |                          |                          |                          |                          |                          |                         |                         |                         |                         |                         |                         |                         |                         |                   |                   |                   |                         |                         |                         |                         |

### Figuren
Hauptfiguren
- Qui-Gon Jinn (Liam Neeson), weiser, aber eigenwilliger Jedi-Meister und Mentor von Obi-Wan Kenobi. Qui-Gon wurde wegen seines Egoismus und des stetigen Widersetzens gegen die Beschlüsse des Jedi-Rates nie in den Rat aufgenommen. Er glaubt fest an die alte Jedi-Prophezeiung und sieht in Anakin den Auserwählten.
- Obi-Wan Kenobi (Ewan McGregor), Padawan-Schüler von Qui-Gon Jinn. Er hat großen Respekt vor seinem Meister und den Regeln der Jedis. Er zweifelt oft an den endgültigen Entscheidungen seines Meisters.
- Padmé Amidala (Natalie Portman), Königin von Naboo. Ihr Ziel ist es, ihr Königreich vor der Handelsföderation zu beschützen.
- Anakin Skywalker (Jake Lloyd) Sklavenjunge von Tatooine. Er ist ein guter Pilot und Techniker. Die Macht ist sehr stark in Anakin.
- Sheev Palpatine/Darth Sidious (Ian McDiarmid), Senator von Naboo und wird später Kanzler der Republik.
- Darth Maul (Ray Park), dathomirianischer Zabrak und ein Sith-Lord.
- Jar Jar Binks (Ahmed Best) Gungan, der durch seine ungeschickte Art andere immer wieder in heikle Situationen bringt.
- R2-D2 (Kenny Baker), Astromech-Droide, der dem Königreich Naboo dient.
- C-3PO (Anthony Daniels), humanoider Protokolldroide, der über 6 Millionen Kommunikationsformen beherrscht. Er wurde von Anakin Skywalker gebaut.

Nebenfiguren
- Shmi Skywalker (Pernilla August), Mutter von Anakin Skywalker. Sie lebt als Sklavin auf dem Wüstenplaneten Tatooine, wo sie Anakin allein aufzog.
- Yoda (Frank Oz), Jedi-Großmeister. Gemeinsam mit Mace Windu und Ki-Adi-Mundi ist er das Oberhaupt des Jedi-Rates.
- Mace Windu (Samuel L. Jackson), Jedi-Meister und Mitglied des Jedi-Rates.
- Quarsh Panaka (Hugh Quarshie), Captain und Anführer der Sicherheitsgarde des Königreichs Naboo. Er dient Königin Amidala als ihr Leibwächter.
- Nute Gunray (Silas Carson), Neimoidianer und der Vizekönig der Handelsföderation. Er schloss einen Vertrag mit Sidious und ließ den Planeten Naboo besetzen.
- Watto (OT: Andy Secombe/DF: Udo Schenk), Toydarianischer Schrott- und Sklavenhändler, der Anakin sowie Shmi Skywalker besitzt.
- Rugor Nass (Silas Carson), Herrscher der Unterwasserstadt Otoh Gunga auf dem Planeten Naboo und Anführer über das dort lebende Volk der Gungans. Er verbannte Jar Jar Binks wegen seiner Tollpatschigkeit.
- Sebulba, Podrennfahrer und Rivale von Anakin Skywalker.
- Finis Valorum (Terence Stamp), Oberster Kanzler der Galaktischen Republik.
- Ki-Adi-Mundi (Silas Carson), Jedi-Meister und Mitglied des Jedi-Rates.
- Jabba Desilijic Tiure, bekannt als Jabba der Hutte, Anführer einer Verbrecherorganisation, die ihren Sitz auf dem Wüstenplaneten Tatooine hat.
- Sabé (Keira Knightley), Zofe, Leibdouble und Leibwache von Königin Amidala

### Orte
- Naboo, ein idyllischer Planet im Chommell-Sektor. Seine Hauptstadt ist Theed, dort befindet sich auch der königliche Palast. Die Landschaft Naboos wird von Wäldern, Wiesen und Seen geprägt. Eine weitere Spezies dieses Planeten sind die Gungans, die in Unterwasserstädten wie z. B. Gunga City leben, welche im Paonga-See liegt. Die Welt selbst besitzt, im Gegensatz zu den meisten anderen Planeten, einen porösen Kern, der von weitläufigen Unterwassergrotten und Kanälen durchzogen wird. Naboo ist der Heimatplanet von Padmé Amidala und Senator Sheev Palpatine sowie Jar Jar Binks.
- Tatooine, ein Wüstenplanet, der um ein Zwillingssonnenpaar kreist. Er ist ein Refugium für Schmuggler, Kriminelle und Leute, die nicht gefunden werden wollen. Der Planet ist die Heimatwelt von Anakin und seiner Mutter Shmi Skywalker. Regiert wird der Planet von Jabba.
- Coruscant, eine einzige Stadt, eine sogenannte Makropole. Der Planet ist das politische Zentrum der Galaxis, der Galaktischen Republik. Dort befindet sich auch der Galaktische Senat sowie der Jedi-Tempel mit dem Hohen Rat der Jedi. Staatsoberhaupt des Planeten ist der Oberste Kanzler Finis Valorum. Coruscant beherbergt mehr als eine Billion Bewohner, die den verschiedensten Spezies angehören. Die meisten leben in Galactic City.

## Hintergründe
- In Episode I treten einige Figuren der Filme von 1977 bis 1983 auf, nämlich die Droiden C-3PO (noch ohne Goldverkleidung) und R2-D2, Jedi-Meister Yoda, Jabba der Hutte mit seinem Diener Bib Fortuna, der noch junge Obi-Wan Kenobi, der ebenfalls noch junge Anakin Skywalker sowie der Imperator Palpatine, hier noch in seiner Identität als Senator von Naboo.
- Die Figur des Jar Jar Binks wirkte auf viele Fans der früheren Star-Wars-Filme zu kindisch und tollpatschig und polarisiert daher noch stärker als die Ewoks aus Die Rückkehr der Jedi-Ritter. Lucas reagierte auf die heftige Kritik, indem er die Figur in den beiden folgenden Teilen nur noch selten in Erscheinung treten ließ.
- Die Dialoge für C-3PO bei seinem ersten Treffen mit R2-D2 wurden von Carrie Fisher geschrieben. Fisher wurde im Abspann nicht genannt.
- Zu Anakins Freunden auf Tatooine zählt auch ein nicht-menschlicher Junge namens Wald derselben Art (Rodianer) wie der Kopfgeldjäger Greedo aus Episode IV. In einer aus der endgültigen Fassung des Films herausgeschnittenen Szene streitet sich Anakin mit einem anderen Rodianer, woraufhin Wald diesen „Greedo“ nennt und ihn warnt, er könnte ein böses Ende nehmen (was in Episode IV passiert).
- Warwick Davis, der 1983 in Die Rückkehr der Jedi-Ritter und in einigen anderen Star-Wars-Filmen mitspielte, hat beim Start des Podrennen einen kurzen Cameo-Auftritt als Weazel, dessen Rolle er 2018 in Solo: A Star Wars Story erneut übernahm.
- In einer Szene im Galaktischen Senat laufen auf einer Plattform im Hintergrund mehrere „E.T.s“ herum. George Lucas bedankte sich bei Steven Spielberg auf diese Weise für dessen Hommage an Star Wars im Spielfilm E.T. – Der Außerirdische
- Keira Knightley spielt eine Nebenrolle als Sabé, Sofia Coppola als Saché, beides Dienerinnen von Königin Amidala. Dabei wurde das Auftreten Knightleys anfangs geheim gehalten, um den Eindruck zu erwecken, Natalie Portman habe tatsächlich die gedoubelte Königin gespielt.
- Das Design des Droidenkontrollschiffs, mit denen die Handelsföderation den Planeten Naboo unter Blockade stellt, ist von dem antiken Kriegshafen von Karthago inspiriert. So, wie im Inneren des punischen Kriegshafens die karthagischen Kriegsschiffe verborgen wurden, wurde im Droidenkontrollschiff das Kriegsgerät der Handelsföderation verborgen.
- Am Ende des Abspanns wird eine Zeit lang bei völlig schwarzer Leinwand das charakteristische Atmen Darth Vaders eingespielt.
- Das Wagenrennen in Ben Hur diente als Inspiration für das Pod-Rennen.

## Verschiedene Versionen
Wie bei anderen Star-Wars-Filmen wurden auch bei dieser Episode mit der Zeit verschiedene Änderungen vorgenommen. Die ursprüngliche Kinofassung von 1999 erschien weltweit auf VHS und exklusiv in Japan auch auf Laserdisc und wird nicht mehr im Fernsehen ausgestrahlt. Für die DVD-Veröffentlichung wurden vor allem während des Pod-Rennens, aber auch bei der Ankunft auf Coruscant einige Szenen hinzugefügt. Mit der Veröffentlichung der Blu-ray-Version Ende 2011 wurden weitere Änderungen vorgenommen, als markanteste die Ersetzung des ursprünglich durch eine Puppe dargestellten Yoda durch eine computeranimierte Version.
Im Februar 2012 wurde der Film in 3D konvertiert und kam wieder in die Kinos, brachte jedoch keine neuen Szenen mit sich. Er startete weltweit zwischen 8. und 10. Februar 2012.
Für die Video-on-Demand-Veröffentlichung wurde erstmals seit der Übernahme von Disney der 20th-Century-Fox-Einspieler entfernt.

## Filmmusik
Die Filmmusik schrieb der amerikanische Komponist John Williams, der auch für die Musik in der Originaltrilogie von Star Wars verantwortlich war. Er vertonte unter anderem Indiana Jones, Der weiße Hai und Schindlers Liste.
Die Themen, die Williams verwendete, waren fast ausschließlich neue Stücke und hatten nur wenig mit den Kompositionen der alten Star Wars Filme zu tun. An einigen Stellen sind jedoch bekannte Stücke zu erkennen, am deutlichsten wird dies zu Beginn mit Star Wars (Main Title). Die dunkle Bedrohung beinhaltet Leitmotive, beispielsweise Anakin’s Theme oder Themen für die Droidenarmee. Das Stück Duel of the Fates, welches das Filmfinale dominiert, wurde in den beiden Nachfolgern wieder aufgegriffen und erhielt auf der DVD ein extra Musikvideo.

## Synchronisation
George Lucas war mit Joachim Tennstedt als C-3POs deutsche Stimme nicht zufrieden, obwohl Tennstedt der Figur bereits in der Original-Trilogie und in der Zeichentrickserie Star Wars: Droids seine Stimme lieh. Die Synchronfirma entschied sich letztendlich für Wolfgang Ziffer.
Die Synchronisation übernahm die Berliner Synchron GmbH nach Dialogbuch und -regie von Tobias Meister. Meister sprach auch die Figur des Darth Maul.
| Rollenname                     | Darsteller                           | Synchronsprecher          |
| ------------------------------ | ------------------------------------ | ------------------------- |
| Qui-Gon Jinn                   | Liam Neeson                          | Bernd Rumpf               |
| Obi-Wan Kenobi                 | Ewan McGregor                        | Philipp Moog              |
| Königin Padmé Amidala          | Natalie Portman                      | Manja Doering             |
| Sabé                           | Keira Knightley                      | Manja Doering             |
| Anakin Skywalker               | Jake Lloyd                           | Constantin von Jascheroff |
| Shmi Skywalker                 | Pernilla August                      | Daniela Hoffmann          |
| Yoda                           | Frank Oz                             | Gerry Wolff               |
| Senator Sheev Palpatine        | Ian McDiarmid                        | Friedhelm Ptok            |
| Darth Sidious                  | Ian McDiarmid                        | Wolfgang Dehler           |
| Gouverneur Sio Bibble          | Oliver Ford Davies                   | Horst Lampe               |
| Darth Maul                     | Ray Park Peter Serafinowicz (Stimme) | Tobias Meister            |
| Captain Panaka                 | Hugh Quarshie                        | Johannes Berenz           |
| Mace Windu                     | Samuel L. Jackson                    | Helmut Gauß               |
| Rune Haako                     | James Arnold Taylor                  | Karl Heinz Oppel          |
| Jar Jar Binks                  | Ahmed Best                           | Stefan Fredrich           |
| C-3PO                          | Anthony Daniels                      | Wolfgang Ziffer           |
| Oberster Kanzler Finis Valorum | Terence Stamp                        | Frank Ciazynski           |
| Boss Nass                      | Brian Blessed                        | Wolfgang Kühne            |
| Watto                          | Andrew Secombe                       | Udo Schenk                |
| Vizekönig Nute Gunray          | Silas Carson                         | Joachim Siebenschuh       |
| Ki-Adi-Mundi                   | Silas Carson                         | Norbert Gescher           |
| Mas Amedda                     | Jerome Blake                         | Klaus Sonnenschein        |

## Rezeption und Auswertung

### Kritiken
Auf Star Wars: Episode I – Die dunkle Bedrohung wurde nach 16 Jahren Wartezeit besonders sehnsüchtig gewartet. Die Reaktionen von Kritikern und Fans waren eher gemischt, was sich auch in den Auswertungen US-amerikanischer Aggregatoren widerspiegelt. So erfasst Rotten Tomatoes ähnlich viele wohlwollende wie kritische Besprechungen und ordnet den Film dementsprechend als „Gammelig“ ein. Laut Metacritic fallen die Bewertungen im Mittel „Durchwachsen oder Durchschnittlich“ aus.
Roger Ebert äußerte sich in der Chicago Sun-Times im Jahr 1999 äußerst positiv. „Wenn es sich um den ersten Star-Wars-Film handeln würde, so würde man Die dunkle Bedrohung als visionären Durchbruch feiern“, so der Kritiker. Weiterhin fügte er hinzu: „Wie schnell wir uns doch an Wunder gewöhnen!“
Laut der Deutsche Film- und Medienbewertung in Wiesbaden verdiene der Film schon allein „als Meilenstein in der Weiterentwicklung der Animationstechnik“ ein Prädikat. Darüber hinaus lasse er auch „Ruhe-Inseln.“
Der Filmdienst lobte „außergewöhnliche Effekte“ und „brillant choreografierte Kampfszenen.“ Darüber hinaus bietet Star Wars: Episode 1 – Die dunkle Bedrohung „die gewohnte Art naiver Unterhaltung, die durch Sentimentalitäten und endlos ausgedehntes Kampfgetümmel aber auch viel Leerlauf produziert.“
In der Zeitschrift epd Film kritisierte Kai Mihm, dem Film fehle „das Wilde und Übermütige, die Spiel- und Fabulierlust. Und das ist schon deprimierend bei einem Mann, von dem man dachte, er würde nun all die erzählerische Energie ausbreiten, die sich in 22 Jahren angestaut hat.“ Der Film sei „von einer Unmenge altbacken gestalteter Aliens und einer Hand voll menschlicher Darsteller bevölkert, wobei die computergenerierten Figuren sich wesentlich lockerer bewegen als die Menschen – vielleicht, weil einem Computerwesen jeder noch so kindische Dialog egal ist.“
Allerdings wurde auch die Verwendung rassistischer Stereotype kritisiert: in den Figuren der Vorsitzenden der Handelsförderation, die im Gegensatz zu dem französischen Akzent in der deutschen Synchronisation im Original in einem übertriebenen asiatischen Akzent sprechen, sowie in der Figur Jar Jar Binks, dessen lange Ohren Dreadlocks ähneln, der im Original ebenfalls in einem asiatischen (indischen) Akzent spricht, und in der Figur des Watto, in dem der diskriminierende Stereotyp eines hehlenden und sklaventreibenden Juden oder Arabers gelesen werden kann.

### Einspielergebnis
Star Wars: Episode I – Die dunkle Bedrohung spielte 1999 weltweit rund 924 Millionen US-Dollar (856,5 Mio. Euro; 816,4 Mio. Schweizer Franken) ein, davon rund 431 Millionen US-Dollar (399,5 Mio. Euro; 380,8 Mio. Schweizer Franken) in den USA und rund 54 Millionen US-Dollar (50,1 Mio. Euro; 47,7 Mio. Schweizer Franken) in Deutschland. Die Produktionskosten beliefen sich auf 115 Millionen US-Dollar (106,6 Mio. Euro; 101,6 Mio. Schweizer Franken).
Der Film war damit bis zum Jahr 2015 die finanziell erfolgreichste Episode der Star-Wars-Saga, bis er von Star Wars: Das Erwachen der Macht abgelöst wurde. Zudem war Die dunkle Bedrohung im Jahr seines Erscheinens der sechsterfolgreichste Film in den USA und der elfterfolgreichste weltweit.
Im Februar 2012 kam Star Wars: Episode I – Die dunkle Bedrohung erneut weltweit in die Kinos. Bei dieser, in 3D konvertierten, Version handelte es sich um die 2011 veröffentlichte Blu-ray-Variante.
Insgesamt hat die 3D-Wiederveröffentlichung weltweit rund 102,7 Millionen US-Dollar eingespielt (95,2 Mio. Euro; 90,7 Mio. Schweizer Franken).
Das weltweite Gesamteinspielergebnis (2D- und 3D-Kinoveröffentlichung summiert) beläuft sich für Star Wars: Episode 1 – Die dunkle Bedrohung auf über 1 Milliarde US-Dollar (927 Mio. Euro; 883,6 Mio. Schweizer Franken), was zuvor erst zehn andere Filme erreichten. Damit übertraf das Einspielergebnis auch das von The Dark Knight (2008), wodurch Star Wars: Episode I – Die dunkle Bedrohung (wieder) in die Top 10 der erfolgreichsten Filme der Geschichte aufstieg und mit dem anschließenden Überholen von Tim Burtons Alice im Wunderland (2010) zwischenzeitlich weiter auf Platz 9 aufrückte. Das Gesamteinspielergebnis von Star Wars: Episode 1 – Die dunkle Bedrohung liegt damit bei nunmehr 1027 Millionen US-Dollar (952 Mio. Euro; 907,4 Mio. Schweizer Franken).
In der Liste der weltweit erfolgreichsten Filme aller Zeiten belegt Star Wars: Episode I – Die dunkle Bedrohung derzeit Platz 46 (Stand: 31. Dezember 2024).
Lucasfilm gab im Januar 2013 bekannt, die 3D-Konvertierungen der anderen fünf Filme vorerst einzustellen. Als Grund nannte man, dass man sich auf die Entwicklung des neuen Films, Star Wars: Das Erwachen der Macht, konzentrieren möchte.

### Auszeichnungen
Oscarverleihung 2000
- Nominierung in der Kategorie bester Ton
- Nominierung in der Kategorie bester Tonschnitt
- Nominierung in der Kategorie beste Spezialeffekte

Grammy Awards 2000
- Nominierung in der Kategorie Beste Instrumentalkomposition geschrieben für Film, Fernsehen oder visuelle Medien für John Williams

British Academy Film Award
- Nominierung in der Kategorie beste visuelle Effekte
- Nominierung in der Kategorie bester Ton

Saturn Award 2000
- Auszeichnung in der Kategorie Beste Kostüme für Trisha Biggar
- Auszeichnung in der Kategorie Beste Spezialeffekte für Rob Coleman, John Knoll, Dennis Muren und Scott Squires
- Nominierung in der Kategorie Bester Science-Fiction-Film
- Nominierung in der Kategorie Bester Hauptdarsteller für Liam Neeson
- Nominierung in der Kategorie Bester Nebendarsteller für Ewan McGregor
- Nominierung in der Kategorie Bester Nebendarstellerin für Pernilla August
- Nominierung in der Kategorie Bester Nachwuchsschauspieler für Jake Lloyd
- Nominierung in der Kategorie Bester Nachwuchsschauspieler für Natalie Portman
- Nominierung in der Kategorie Beste Regie für George Lucas
- Nominierung in der Kategorie Bestes Make-up für Paul Engelen, Sue Love und Nick Dudman

Young Artist Awards
- Auszeichnung in der Kategorie bester Nachwuchsdarsteller bis 10 Jahren für Jake Lloyd
- Nominierung in der Kategorie bester Familienfilm (Drama)

YoungStar Awards
- Nominierung in der Kategorie bester Nachwuchsdarsteller für Jake Lloyd
- Nominierung in der Kategorie beste Nachwuchsdarstellerin für Natalie Portman

Bogey
- Platin für über 5 Mio. Kinobesucher

Blockbuster Entertainment Awards
- Nominierungen in der Kategorie beliebtester Darsteller/Nebendarsteller für Liam Neeson, Natalie Portman, Ewan McGregor, Jake Lloyd und Pernilla August
- Nominierung in der Kategorie bester Bösewicht für Ray Park

Golden Reel Award
- Nominierung in der Kategorie bester Tonschnitt

Golden Satellite Awards
- Nominierung in der Kategorie bester Ton
- Nominierung in der Kategorie beste visuellen Effekte

Las Vegas Film Critics Society Awards
- Auszeichnung für das beste Kostümdesign für Trisha Biggar
- Nominierung in der Kategorie bestes Produktionsdesign für Gavin Bocquet
- Nominierung in der Kategorie beste visuellen Effekte für Dennis Murren

MTV Movie Awards
- Auszeichnung als beste Action-Sequenz für das Podrennen
- Nominierung in der Kategorie beste Kampfszene für Liam Neeson, Ewan McGregor und Ray Park

Goldene Himbeere
- Auszeichnung in der Kategorie Schlechtester Nebendarsteller für Ahmed Best
- Nominierung in der Kategorie Schlechtesten Film
- Nominierung in der Kategorie Schlechtesten Regisseur
- Nominierung in der Kategorie Schlechteste Drehbuch
- Nominierung in der Kategorie Schlechtesten Nebendarsteller für Jake Lloyd
- Nominierung in der Kategorie Schlechteste Nebendarstellerin für Sofia Coppola
- Nominierung in der Kategorie Schlechteste Leinwandpaar für Jake Lloyd und Natalie Portman

Die Deutsche Film- und Medienbewertung (FBW) zeichnete den Film mit dem Prädikat „wertvoll“ aus.

## Fortsetzungen und Adaptionen
Die dunkle Bedrohung ist der erste Teil der Prequel-Trilogie, der drei Jahre später mit Angriff der Klonkrieger direkt fortgesetzt wurde. Mit The Acolyte startete 2024 eine Fernsehserie, die erstmals rund 100 Jahre vor den Ereignisse aus Die dunkle Bedrohung angesiedelt ist.
Folgende Computerspiele basieren auf dem Film: Star Wars Episode I: Die dunkle Bedrohung (1999 erschienen), Star Wars Episode I: Racer (1999), Star Wars Episode I: Jedi Power Battles (2000). In den Videospielen Lego Star Wars: The Video Game (2005), Lego Star Wars: Die komplette Saga (2007) und Lego Star Wars: Die Skywalker Saga (2022) kann man ebenfalls Ereignisse aus dem Film nachspielen.
Im Jahr 2001 wurde erstmals der von James Luceno verfasste Roman Schleier der Täuschung ISBN 978-3-442-26854-2 veröffentlicht, welcher die Vorgeschichte von Episode I erzählt. Das englischsprachige Hörbuch zu Schleier der Täuschung (Cloak of Deception) wird von Alexander Adams gelesen. Die Autoren Dave Wolverton (erster Band) und Jude Watson verfassten zudem die Romanreihe Jedi-Padawan, deren Handlung vor Episode I spielt. Sie erzählt unter anderem, wie der junge Jedi-Padawan Obi-Wan Kenobi von seinem Meister Qui-Gon Jinn zum Jedi-Ritter ausgebildet wird und wie er lernt, was es heißt, ein Jedi zu sein.